# Радзивилл, Мацей Николай
Князь Мацей Николай Якуб Станислав Радзивилл (27 июля 1873, дер. Зегрже — 5 ноября 1920, Сташув) — польский аристократ и землевладелец, общественный, экономический и политический деятель. Член Польского национального комитета (1914—1917).

## Биография
Представитель польского княжеского рода Радзивиллов герба «Трубы». Второй сын князя Мацея Юзефа Константина Радзивилла (1842—1907), графа на Шидловце, и графини Ядвиги Красинской (1843—1913). Братья — Альберт Станислав (1868—1927) и Францишек Пий (1878—1944)
В январе 1903 года Мацей Радзивилл вместе с Маурицы Спокорным, Северином Четвертинским и Михаилом Воронецким Акционерное общество Городских трамваев в Варшаве. В том же году он получил концессию на строительство и эксплуатацию сети электрических трамваев в польской столице. Инвестиции осуществлял немецкий концерн «Siemens i Halske». Первая линия была открыта 26 марта 1908 года.
В ответ на декларацию главнокомандующего российских войск великого князя Николая Николаевича Романова Младшего от 14 августа 1914 года князь Мацей Радзивилл подписал благодарственную телеграмму, в которой утверждалось, в частности, что кровь сынов Польши, пролитая вместе с кровью сыновей России в борьбе с общим врагом, станет крупнейшим залогом новой жизни, мира и дружбы двух славянских народов.
Похоронен в часовне Святого Креста монастыря Пустыни Золотого Леса в деревне Рытвяны.

## Семья и дети
5 августа 1897 года женился в Кракове на графине Розе Потоцкой (6 мая 1878 — 26 мая 1931), дочери графа Артура Потоцкого (1850—1890) и Розы Любомирской (1860—1881). Их дети:
- Криштоф Николай Артур (29 июля 1898 — 24 марта 1986), граф на Шидловце, женат с 1923 года на Софии Попель (1900—1991)
- Артур Николай Антоний (17 января 1901 — 13 сентября 1939), жена с 1927 года графиня Кристина Брюль-Плятер (1903—1991)
- Константин Николай Юзеф (10 июля 1902 — сентябрь 1944), женат с 1927 года графине Марии Желтовской (1906—1999)
- Мацей Николай Мария (24 февраля 1905—1994), женат с 1932 года на Кристине Дембинской (1908—2004).